# Bazar de Téhéran
Le Bazar de Téhéran est un quartier du centre-ville de Téhéran où se trouve le grand bazar de la ville. Il s'agit d'un des plus grands bazars couverts du monde, s'étendant sur plus de 10 km. Les plus anciennes parties du bazar ont été construites à l’époque des Séfévides au XVIIe siècle.La mosquée du Shah (Téhéran) se trouve à proximité de ce bazar.

## Galerie

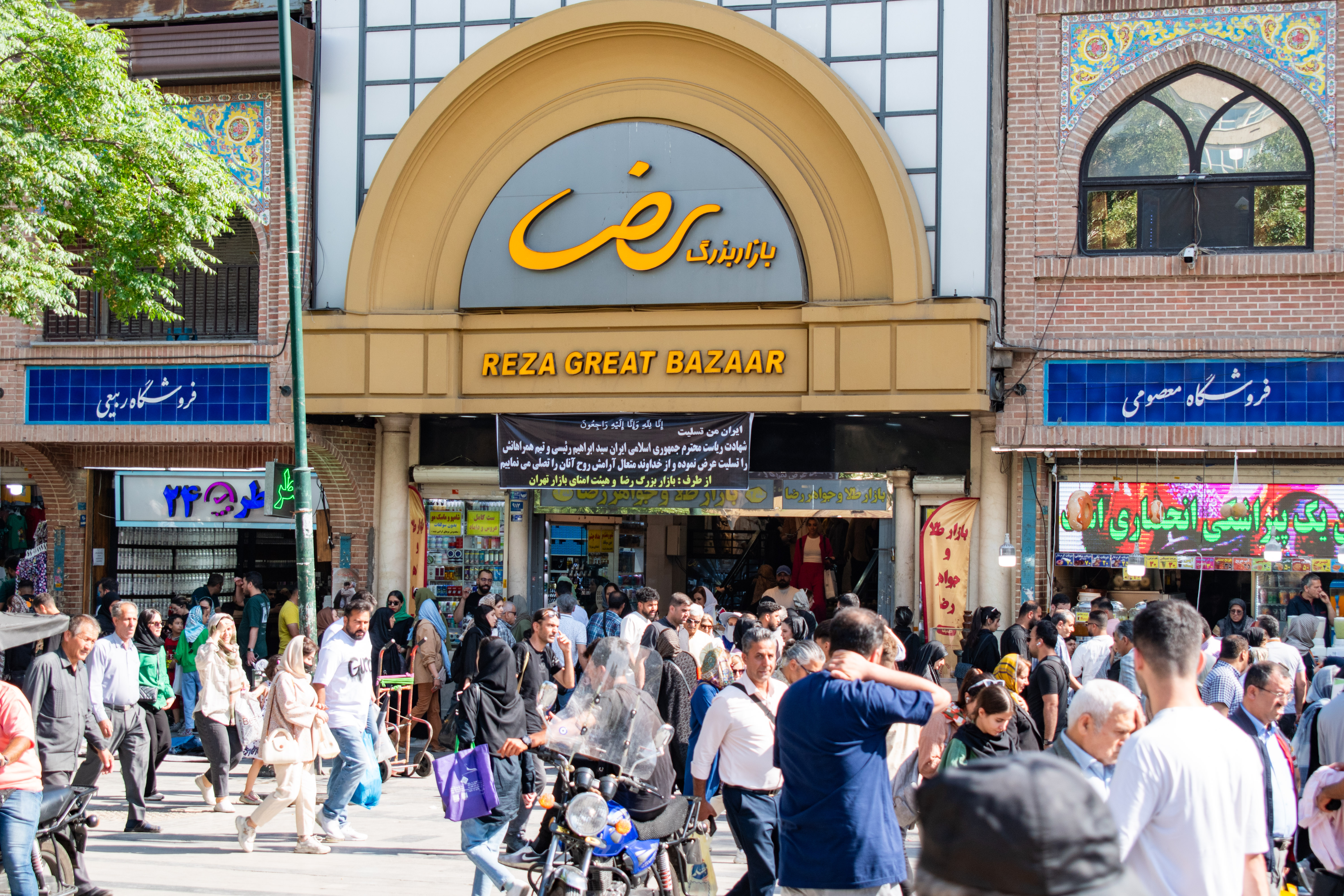
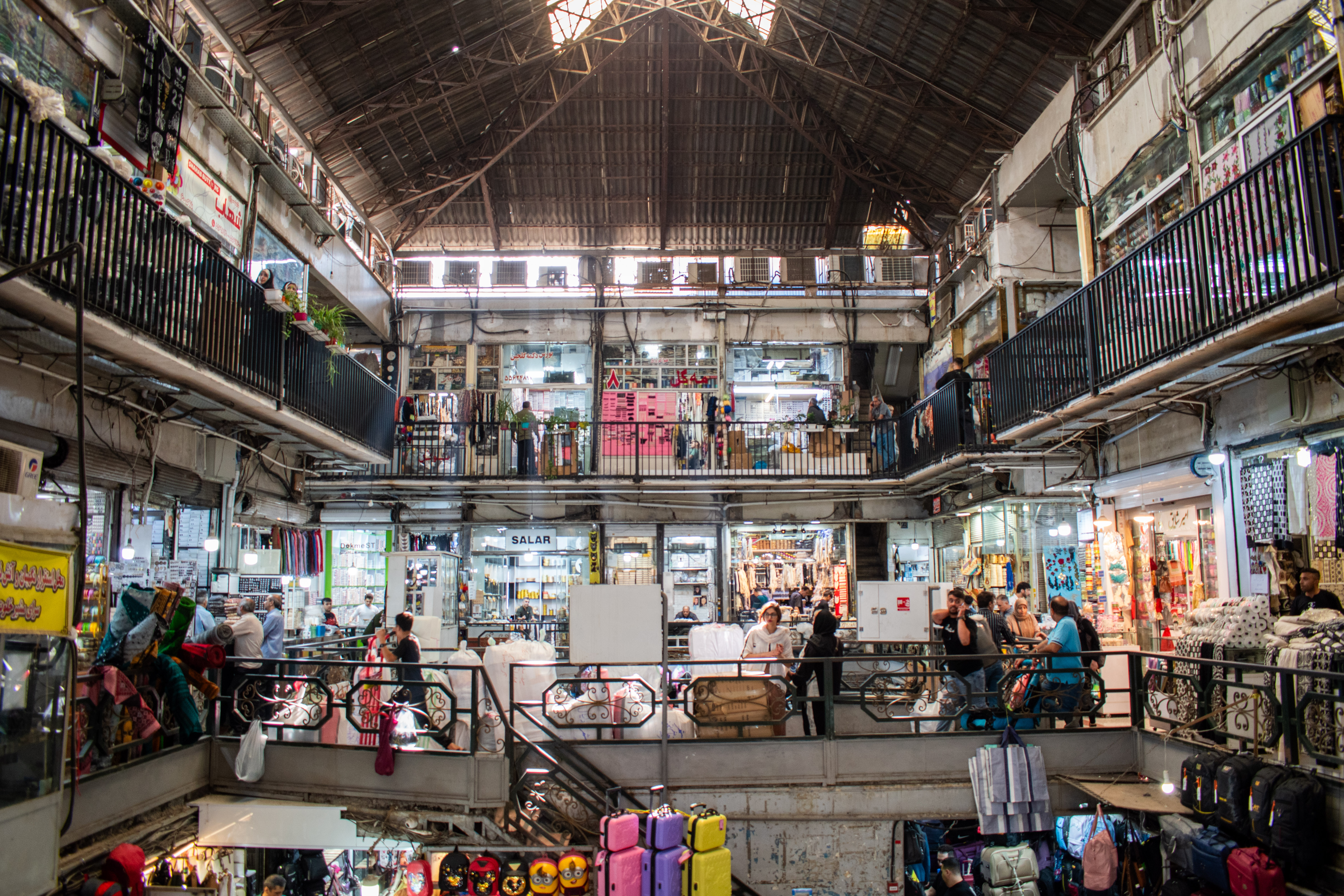
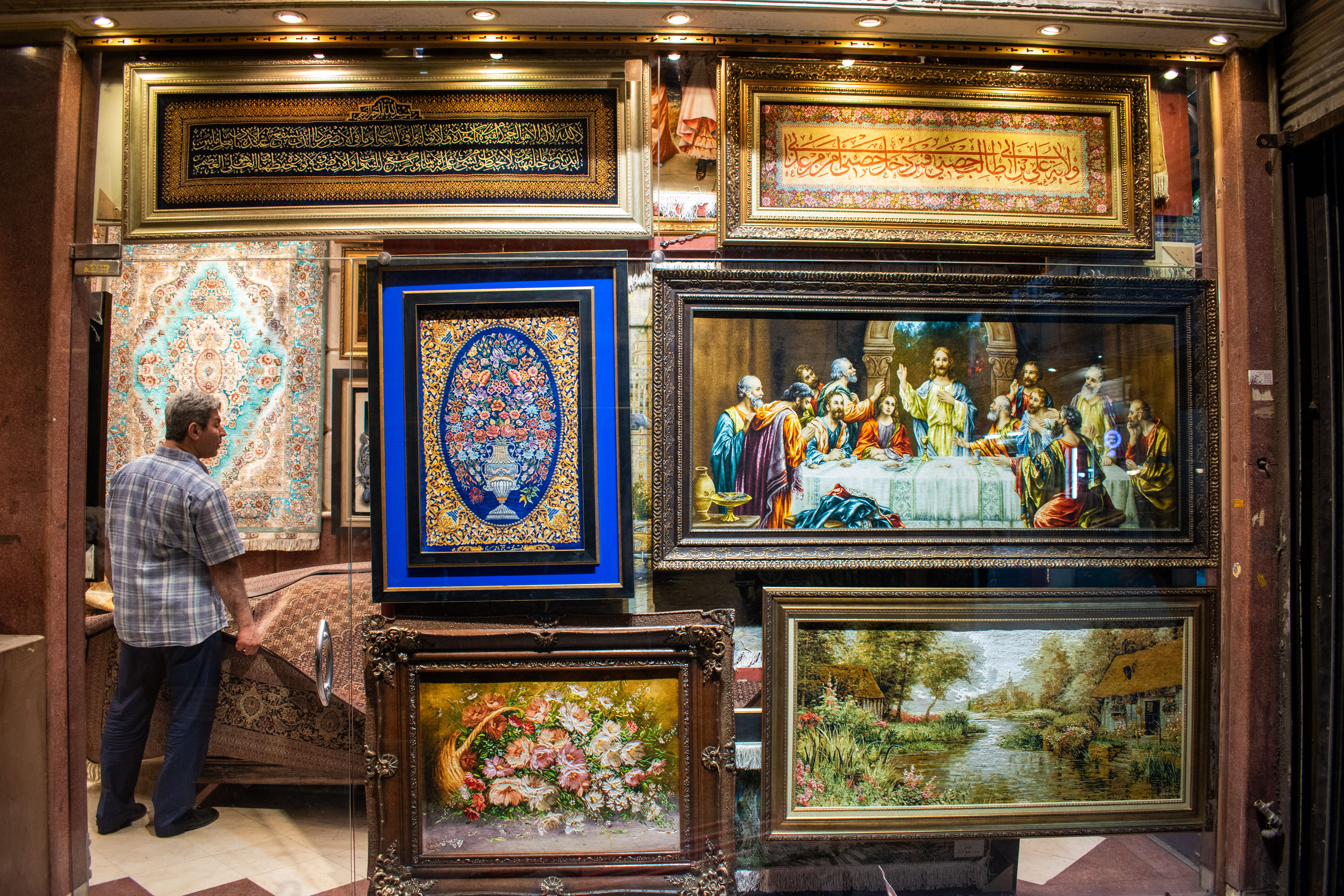
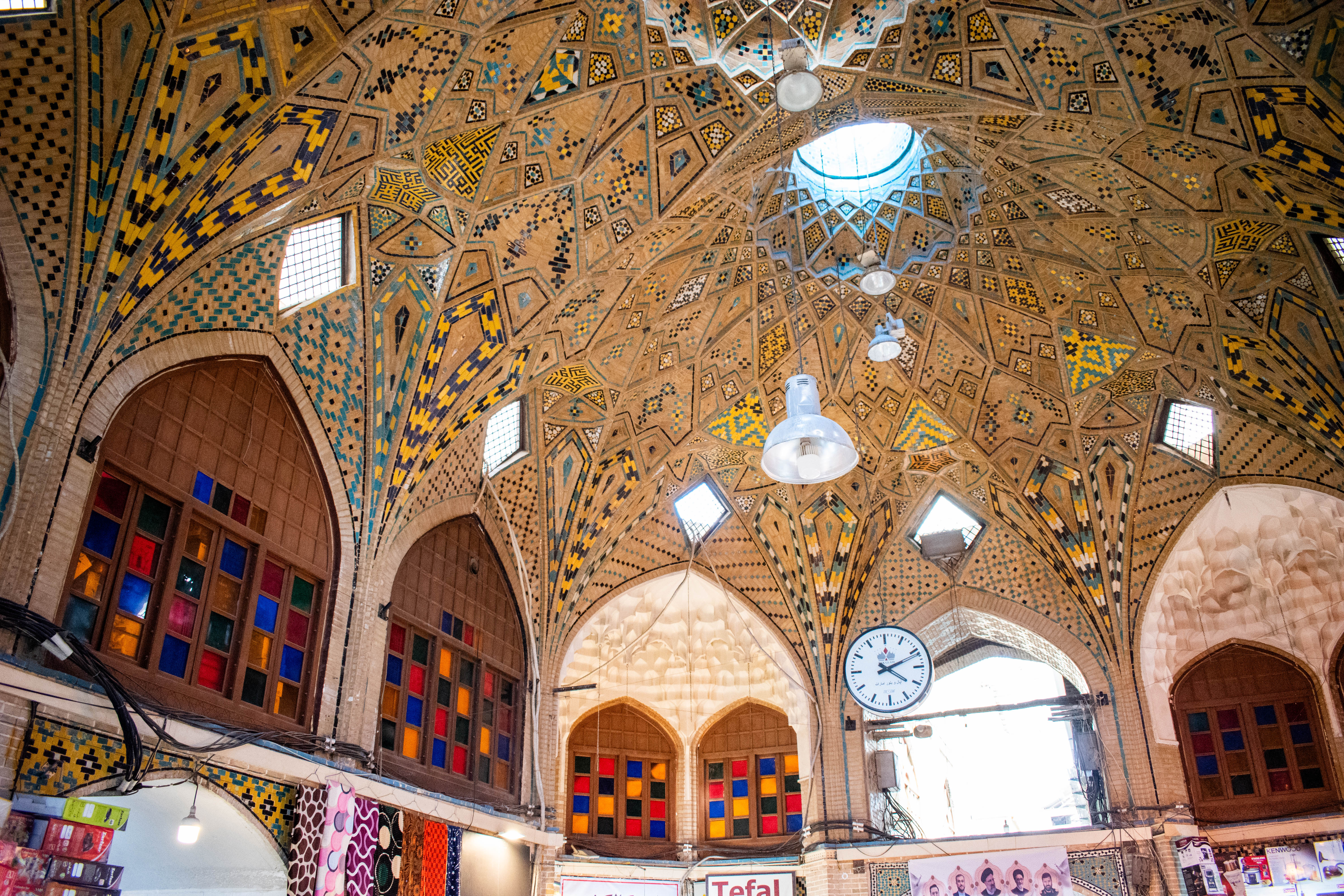
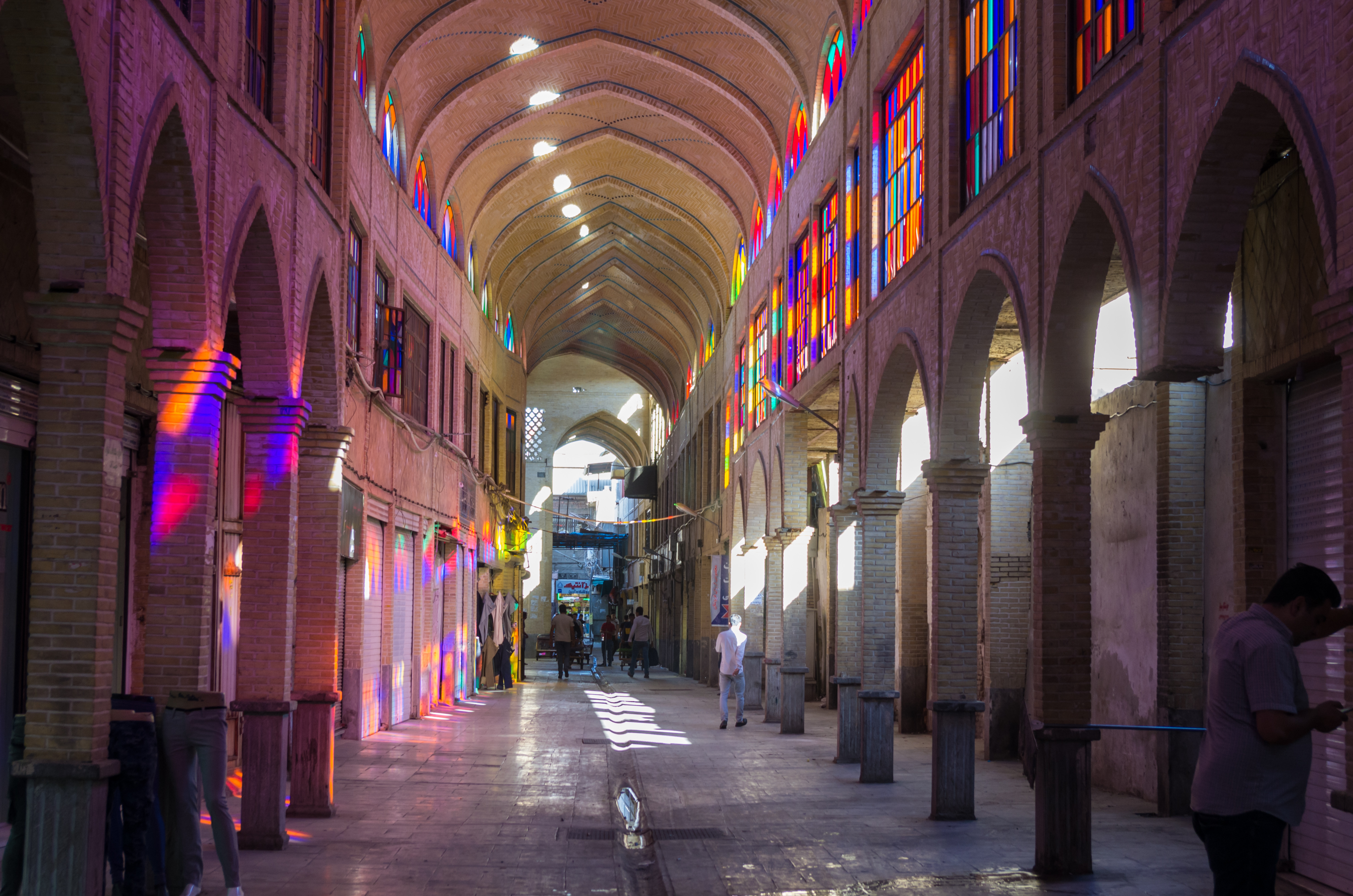
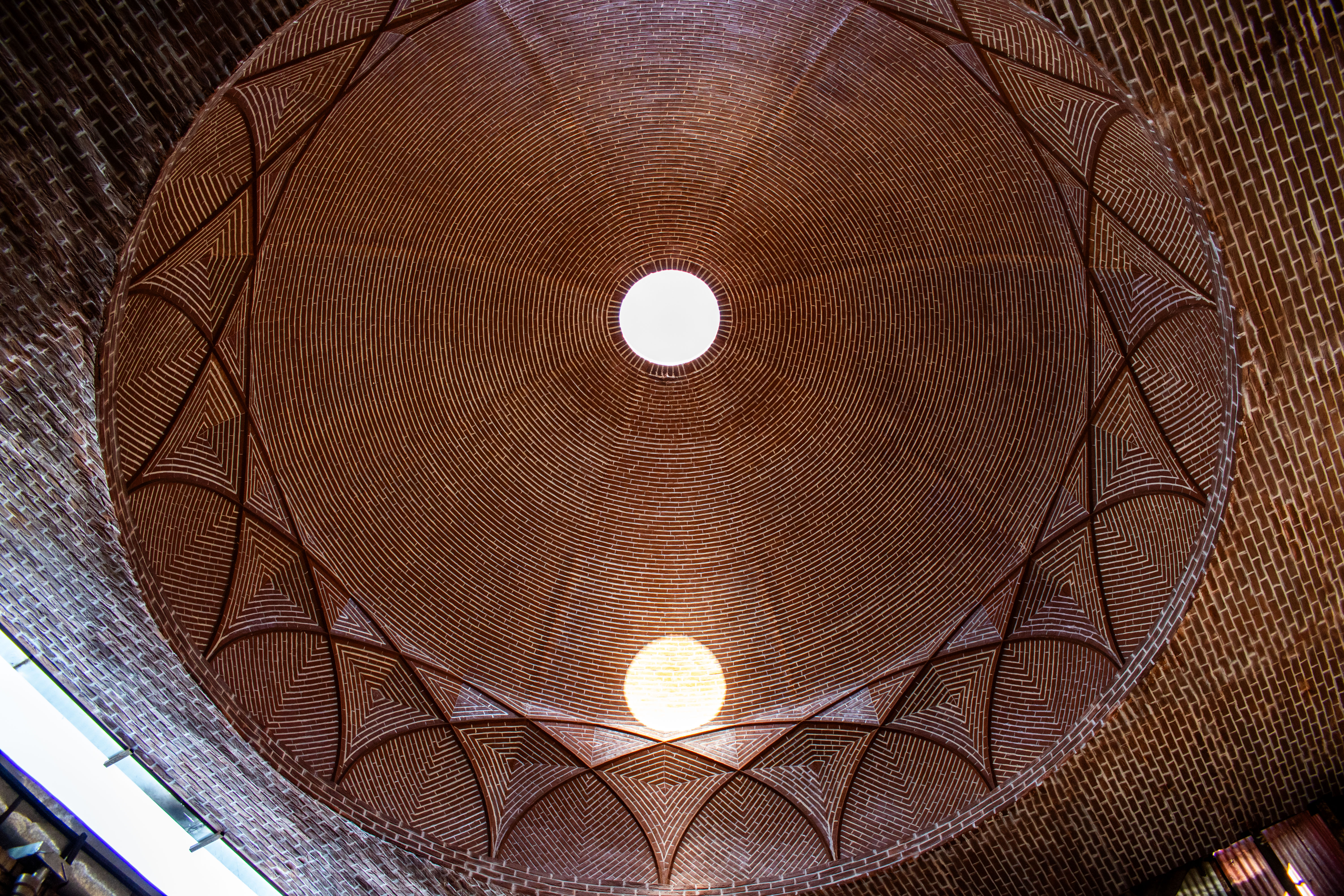